# 荒川美奈子
荒川美奈子（日语：荒川 美奈子，1959年11月5日—），日本女性配音員、旁白。出身於大阪府大阪市都島區。自由身。身高167cm。O型血。

## 經歷
以前經歷Production baobab、81 Produce、大澤事務所。經過一段自由身後。2013年9月1日加入青二Production。2022年3月起再度成為自由身。

## 人物、逸事
除了從事配音之外，1980年代曾經在兒童節目《開啟吧！朋基基》從事主持人〈第5代／1981年－1983年〉的工作，同時擔任過活動的Campaign Girl。
1980年電影動畫《人造人009 超銀河傳說》相關活動從事Campaign Girl時期，和同行井上和彥認識並結婚。1986年的電視動畫《昭和笨蛋小說搞笑第1名！》開始，夫婦2人多次一起在作品中共演。並與在同名作品共演的小杉十郎太、本多知惠子共4人一起組成「CHOKI!!」從事唱歌或現場演出的活動。但是最後離婚。
興趣：觀賞足球、香港旅遊、讀書、與狗一起散步。特長：廣東語、中文、鋼琴彈奏、唱歌、香港&台灣導覽。擅長方言：大阪方言、京都方言。
2017年，本多知惠子因為癌症已於2013年去世，其長壽動畫《麵包超人》角色冰柱妹妹由荒川繼承。
有一個弟弟。

## 演出
粗體字表示主要角色。

### 電視動畫
1983年
- SPACE COBRA（薩波伊拉）

1985年
- 昭和笨蛋小說搞笑第1名！（日语：昭和アホ草紙あかぬけ一番!）（丹嶺幸次郎〈少年時期〉、千鶴、內科醫生、園童、小孩）

1986年
- 天威勇士 克羅諾斯的大逆襲（萊姆·史托爾〈少年時期〉、男孩、天上的少年）
- 加油！吉塔斯（藤原明彥）

1988年
- 超能力魔美（少年）

1989年
- 青色杜馬（日语：青いブリンク）
- 魔法使莎莉 (1989年版)（賽尚）
- YAWARA！（辣妹A）

1998年
- 玲音（女性的聲音）
- 吉本無知子物語（日语：ヨシモトムチッ子物語）

2003年
- 鋼之鍊金術師（普雷查·特琳加姆）
- 名偵探柯南（白藤泰美）

2004年
- 仙境傳說 THE ANIMATION（茱蒂葉）

2005年
- 驚爆危機！The Second Raid（娼婦）

2017年
- 麵包超人（2017～2020，冰柱妹妹〈第2代〉）

2018年
- PERSONA5 the Animation（斯芬克斯〈一色若葉〉）

### OVA
1986年
- GALL FORCE（日语：ガルフォース）

1987年
- 早安，艾爾媞亞（日语：Good Morningアルテア）（艾爾媞亞）

1989年
- 妖魔（日语：妖魔 (漫画)）

1990年
- Lightning Trap 莉娜&萊卡（日语：レイナ剣狼伝説）（羅姆〈少年時期〉）

1995年
- 闇夜之時代劇 甚助之耳（瓦版屋阿駒）

2003年
- 名偵探柯南 柯南、平次與失蹤的少年（小宮薰）

### 遊戲
1996年
- BREAKER'S（日语：ブレイカーズ (テレビゲーム)）（媞亞·朗格瑞）

1999年
- （本田遙夏）※從後半開始擔任，前半原來由新山志保擔任[注 2]。

2000年
- （大野若葉）

2002年
- 仙境傳說Online（茱蒂葉）

2016年
- 女神異聞錄5（一色若葉）

2019年
- 女神異聞錄5 皇家版（一色若葉）

### 廣播劇CD
2004年
- 鋼之鍊金術師 廣播劇CD vo.1 砂礫之大地（普雷查·特琳加姆）

### 外語配音

#### 電影
- 再一次接觸
- 連鎖反應（英语：Chain Reaction (1996 film)）

### 旁白
日本電視台
- ULTRA SHOP（日语：ウルトラショップ）
- 盡情地!!電視（日语：おもいッきりイイ!!テレビ）

TBS
- 叢林TV ～塔摩利的法則～（日语：ジャングルTV 〜タモリの法則〜）
- 所喬治的20世紀解體新書（日语：所さんの20世紀解体新書）

富士電視台
- S-FIELD（日语：S-FIELD）
- 新娘犯太歲

東京電視台
- 上質空間

其它電視台、網路平台
- 三竹天狗（日语：三竹天狗）（朝日電視台）
- 文化SHOwQ ～21世紀電視檢定～（日语：カルチャーSHOwQ〜21世紀テレビ検定〜）（神奈川電視台）
- （NHK-BS）
- 吹田市宣傳節目（J:COM（日语：ジェイコムウエスト）)

### 廣告
- 電台、電視多數（旁白）
- 花王
  - Essential Shampoo（日语：エッセンシャル (シャンプー)）
  - Cape
- 豐田
  - FunCargo（日语：トヨタ・ファンカーゴ）
  - 豐田花博
- 樂天
- NEC電腦
- JTB
- Konami 
- Ameba
- 寶酒造
- 西友
- 集英社（ノンノ）
- 白泉社（ララ）
- MAGAZINE HOUSE（ハナコ）
- 全日本空輸
- 玩具積木（麵包超人）
- 日產
- SUBARU（レックス）
- JACCS Card（日语：ジャックス (信販)）
- Johnson & Johnson（カビキラー）
- Lake（日语：レイク）
- SS製藥（スルーラックS）
- 7-Eleven
- 卡普空
- 可口可樂
- 美粒果
- 家樂氏
- 東芝
- 旭化成
- HEBEL HAUS（日语：旭化成ホームズ）
- 養樂多（養樂多君）
- docomo
- NTT Communications（日语：NTTコミュニケーションズ）
- JR東日本
- 明治製菓（Super Cup）
- 豐島園
- 西武園遊樂園（日语：西武園ゆうえんち）
- 後樂園遊樂園
- 三麗鷗彩虹樂園

### 舞台
- 飛吧！京濱吸血鬼（日语：飛べ!京浜ドラキュラ）（1982年12月於蘋果劇場公演，由81 Produce提攜公演）

### 其它
- （記者，NHK）
- （大姊姊，NHK）
- （記者，NHK）
- SPACE WORLD（日语：スペースワールド）（的配音）
- 所喬治的20世紀解體新書（日语：所さんの20世紀解体新書）（的配音）
- （旁白）
- 開啟吧！朋基基（日语：ひらけ!ポンキッキ）（第5代大姊姊）
- 東武世界廣場（湯姆（飛夢）的配音）
- 偵探騎士大搜查（日语：探偵!ナイトスクープ）（繞口令的旁白）
- 吉卜力電影「風之谷」活動主持人

## 腳註

## 外部連結
- ALL YOU CAN EAT！ （页面存档备份，存于） （日語）－荒川美奈子的官方個人部落格。
- 荒川美奈子的X（前Twitter） （日語）